# Dethawia
- Commons
- Wikispecies

Dethawia é um género botânico pertencente à família Apiaceae.